# Inför lyckta dörrar
Inför lyckta dörrar är en teaterpjäs i en akt av den franske författaren Jean-Paul Sartre. Urpremiären ägde rum på Théâtre du Vieux-Colombier i Paris den 27 maj 1944. 

## Handling
Joseph Garcin har dött och kommit till helvetet, ett rent, väl upplyst rum. Garcin blir förvånad över detta, då han hade föreställt sig helvetet som en plats med eviga eldar och brinnande lava. I det helvete som Sartre målar upp släcks aldrig lyset, man sover aldrig, det finns inga speglar. Inom kort får Garcin sällskap av två andra fördömda själar. Inès Serrano är en lesbisk sadist som mördade maken till den kvinna hon var förälskad i. Inès erkänner utan förbehåll att hon själv är en ondskefull person. Överklassdamen Estelle Rigault gifte sig med en äldre man för dennes pengar och inledde en kärleksaffär med en yngre man. Hon får barn med sin unge älskare, men dränker barnet, vilket driver älskaren till självmord. Estelle är fixerad vid sitt utseende, men är beroende av en mans uppskattande blickar, då helvetet saknar speglar. Hon dras till manliga män; Garcin försöker bevisa för henne att han passar in på den beskrivningen.
Sartre vill med sin pjäs visa att det inte behövs eviga eldar eller djävlar för att plåga oss människor. Vi klarar på egen hand att göra livet till ett helvete för varann.
En av de mest kända replikerna i pjäsen lyder: ”L'enfer – c'est les autres” – ”Helvetet – det är de andra” (Garcin).